# Dylan McDermott
Pour les articles homonymes, voir Dylan et McDermott.
Dylan McDermott est un acteur et réalisateur américain, né le 26 octobre 1961 à Waterbury (Connecticut).

## Biographie

### Jeunesse et formation
Mark Anthony McDermott est né à Waterbury, dans le Connecticut, le fils de Diane (née Marin) et Richard McDermott. Son père était d'origine irlandaise et sa mère avait une ascendance italienne et anglaise. Sa mère avait quinze ans et son père avait dix-sept quand il est né. Il a une sœur cadette, Robin.
En 1967, le couple divorce et Diane et ses deux enfants partent vivre chez leur grand-mère. Le 9 février de cette même année, sa mère est assassinée. Sa mort a été jugée comme accidentelle. La police a prétendu plus tard qu'une preuve accusait John Sponza (1944-1972), le compagnon de Diane. Ce dernier avait dit aux autorités qu'elle s'était tirée une balle accidentellement après avoir ramassé un fusil, puis qu'il l'avait nettoyé. La police a révélé que Sponza avait alors des liens avec le crime organisé. Il a été abattu en 1972, son corps retrouvé dans le coffre d'une voiture abandonnée dans le parking d'une épicerie à Waltham au Massachusetts.
Il a cinq ans quand sa mère meurt. Sa sœur et lui ont été élevés par leur grand-mère maternelle, Avis (Rogers) Marino, à Waterbury.
Il a fréquenté l'Université Fordham.

### Vie privée
En 1989, il fréquente brièvement l'actrice américaine Julia Roberts
Il a épousé l'actrice Shiva Afshar Rose le 19 novembre 1995. Ils ont deux filles : Collette et Charlotte. Le 27 septembre 2007, le journal People confirme que McDermott et Rose se sont séparés. Le 16 mai 2008, CelebTV.com indique que McDermott a demandé le divorce de Rose. Le divorce sera finalisé le 2 janvier 2009.
Il a été en couple avec l'actrice Maggie Q, à partir de l'été 2014. Ils se sont rencontrés sur le tournage de la série Stalker et se sont fiancés fin 2014, mais se sont séparés début 2019

## Carrière

### Révélation télévisuelle
McDermott a fait sa première apparition dans Hamburger Hill en 1987. Il a joué le rôle de Chris en 1989 dans le film Famille Cleveland (Twister en VO), l'histoire d'un homme qui a essayé de sauver sa petite amie et sa fille d'une tempête de tornades. La même année, il interprète le rôle de Vic dans le téléfilm The Neon Empire, un téléfilm sur l'ascension et la chute d'un homme à Las Vegas.
Finalement, sa première grande chance en tant qu'acteur est dans le film à succès Dans la ligne de mire. Grâce à l'appui de Clint Eastwood, McDermott a pu obtenir son premier rôle important dans The Practice. La série a su affirmer la célébrité de McDermott, ce qui l'a ainsi rendu populaire et lui valut d'être inscrit dans la liste des « 50 plus beaux hommes dans le monde en 1998 », ce qui en 2000, le fait inviter au magazine télévisé A prime-time heartthrob (une idole en prime-time). Un an auparavant, il est désigné par le magazine GQ comme l'homme de l'année.
The Practice l'installe donc sur le petit écran et lui permet de remporter le Golden Globe du meilleur acteur dans une série télévisée dramatique et de s'essayer à la réalisation le temps d'un épisode.
Entre-temps, l'acteur enchaîne les seconds rôles au cinéma dans diverses comédies. Son premier rôle, il le doit à la comédie romantique L'Amour de ma vie dans laquelle il donne la réplique à Jeanne Tripplehorn. Deux ans plus tard, il est l'une des têtes d'affiche d'Un de trop, une comédie dramatique aux côtés de Matthew Perry et Neve Campbell.
Cependant, en dépit de son succès sur The Practice, McDermott se fait virer de la série. Le producteur exécutif David E. Kelley dit dans The Economic and creative realities (réalités économiques et créative) qu'à la suite de pressions exercées par ABC pour réduire les coûts, il a été contraint de faire partir Dylan. McDermott réapparaît néanmoins dans les deux derniers épisodes de la dernière saison.

### Passage au second plan
En 2003, il se concentre ainsi sur le cinéma et joue dans plusieurs longs métrages : il s'éloigne de la comédie au profit du drame Party Monster avec Macaulay Culkin et Seth Green, du thriller controversé Wonderland avec Kate Bosworth, Val Kilmer et Carrie Fisher mais aussi en jouant un second rôle dans Le Maître du jeu avec John Cusack, Gene Hackman et Dustin Hoffman.
En 2004, McDermott joue aux côtés de Julianna Margulies dans la mini-série The Grid, jouant le rôle de Max Canary, un agent spécial du FBI dans une unité anti-terroriste. En 2005, il seconde Morgan Freeman, Justin Timberlake, LL Cool J et Kevin Spacey dans le film d'action Edison.
De retour au théâtre en 2006, Dylan a joué un soldat de retour souffrant de trouble de stress post-traumatique dans la pièce The Treatment.
En 2007, McDermott a joué dans la série télévisée Big Shots. En raison de la faible audience, la série a été annulée en janvier 2008, après 11 épisodes au lieu des 24 prévus. Le 30 octobre 2008, TV Guide a signalé que McDermott allait être la co-star aux côtés de Shannen Doherty dans le film Burning Palms (en), une satire sur la base de stéréotypes de Los Angeles racontée au travers de cinq histoires entrelacées.
Au cinéma, il poursuit son enchaînement de rôles plus ou moins secondaires avec Les Messagers, Have Dreams, Will Travel et donne la réplique à Linda Hardy dans le téléfilm A House Divided.
À partir de 2009, McDermott joue dans le drame télévisé Dark Blue. Il incarne un flic vétéran qui dirige une escouade d'infiltration d'officiers du LAPD. La série a duré deux saisons, composées chacune de dix épisodes, diffusés jusqu'en 2010.

### Alternance cinéma et télévision

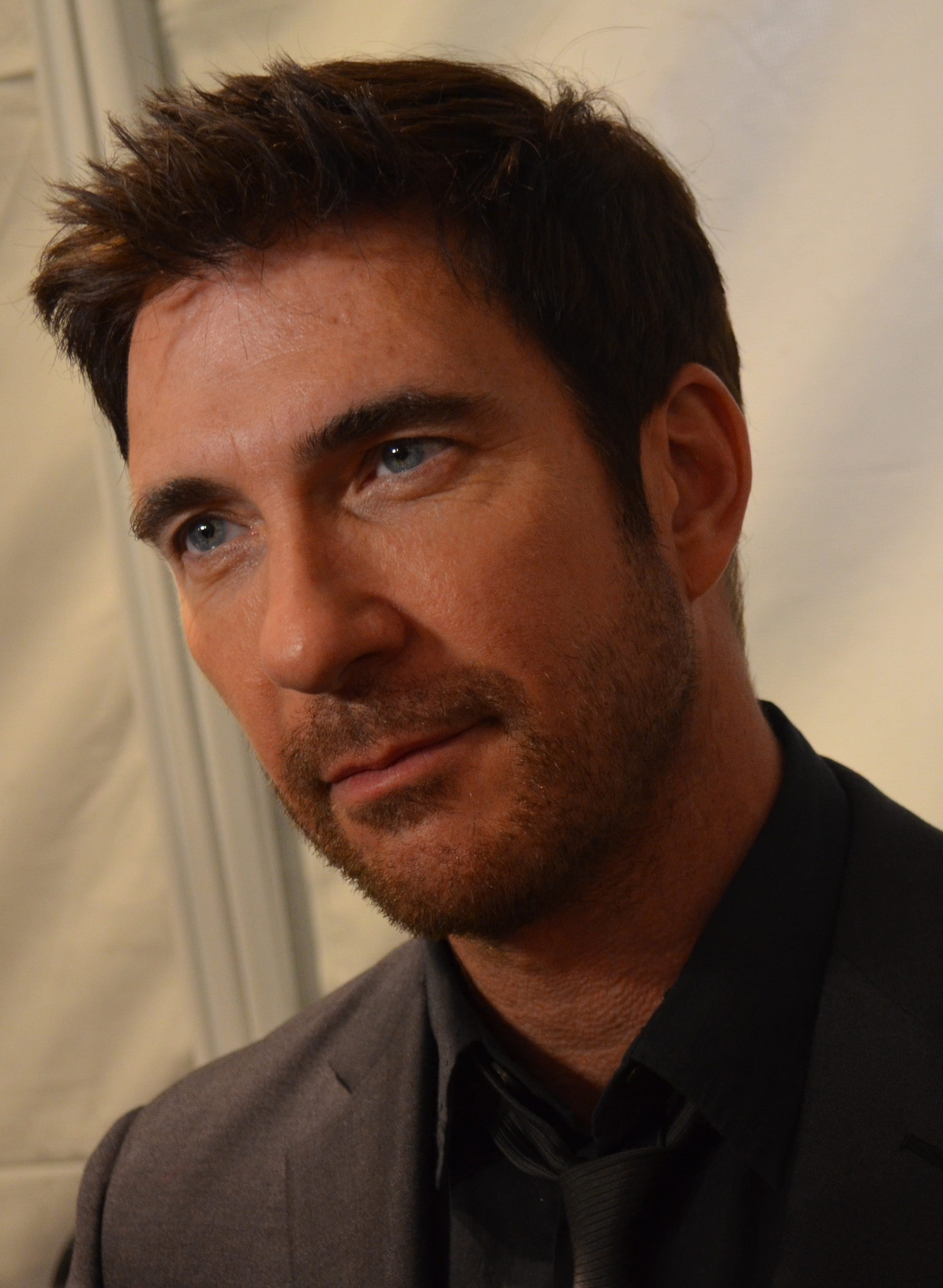
En 2012.

En 2011, il incarne Ben Harmon dans la première saison de la série d'anthologie d'American Horror Story sur FX, format lui permettant de jouer un tout autre personnage durant le deuxième chapitre du show. Son rôle de psychiatre torturé, dans la saison 1, lui permet de renouer avec les hauteurs de la critique, l'acteur est alors proposé pour le Saturn Award du meilleur acteur de télévision.
En 2012, il est apparu dans trois films : Moi, député, jouant Tim Wattley, un directeur de campagne ; Le Monde de Charlie, dans le rôle du père de Charlie (Logan Lerman), et dans Nobody Walks, en tant que Leroy.
En 2013, il fait face à Gerard Butler dans le film d'action La Chute de la Maison Blanche en tant que traître parmi les agents des services secrets permettant à un groupe de terroristes de s'emparer de la Maison-Blanche.
En mai 2013 a lieu sa première exposition de photographies à Montréal intitulée The Dylan Project, Make Some Noise!.
Entre 2013 et 2014, il partage la vedette du feuilleton télévisé Hostages avec Toni Collette. La série est basée sur la série israélienne du même nom. Les mauvaises audiences conduisent la production à annuler le lancement d'une seconde saison. Entre octobre 2014 et mai 2015, McDermott interprète le rôle du détective Jack Larsen dans la série télévisée Stalker aux côtés de Maggie Q. C'est un nouvel échec, la série étant arrêtée au bout d'une saison également.
L'acteur se concentre à nouveau sur le cinéma et porte le film d'action Freezer, participe à la comédie Mauvaises Fréquentations, il est l'un des premiers rôles du film de science-fiction Autómata avec Antonio Banderas et joue dans le film d'horreur Mercy. Cependant, aucun de ses projets ne séduit ou rencontre le succès.
En 2015, il reste dans le registre musclé en jouant dans le film d'action Survivor porté par le tandem Pierce Brosnan et Milla Jovovich. Deux ans plus tard, il donne la réplique à Demi Moore et Alec Baldwin dans Amours aveugles. Deux échecs critiques cinglants,.
Il finit par accepter de rejouer le rôle du Dr. Ben Harmon le temps d'un épisode de la saison 8 d'American Horror Story et il est engagé pour rejoindre la distribution principale d'une série télévisée développée encore par Ryan Murphy, The Politician, à qui il doit son regain critique de la décennie 2010, grâce à sa participation à la saison 1 de la série d'anthologie horrifique,,.
Puis, il pérennise cette collaboration lorsqu'il apparaît dans quelques épisodes de la saison 9 d'American Horror Story, mais il est surtout annoncé que l'acteur intégrait la distribution principale d'une série télévisée distribuée par Netflix, Hollywood, aux côtés de Jim Parsons, Samara Weaving mais aussi Laura Harrier et Maude Apatow. Une autre création de Ryan Murphy dont l'intrigue se déroule dans les années 1940, l'âge d'or d'Hollywood. Son interprétation lui permet de prétendre à l'Emmy Award du meilleur acteur dans un second rôle dans une mini-série ou un téléfilm.
Le 25 janvier 2022, on apprend que c'est lui qui est choisi pour reprendre le rôle d'acteur principal dans la série FBI : Most Wanted Criminals, en remplacement de Julian McMahon, son premier épisode est diffusé le 12 avril 2022.

## Filmographie

### Cinéma

#### Court métrage
- 2010 : The Douché: School of Dance de Lauren Palmigiano : John Douché (également scénariste)

#### Longs métrages
- 1987 : Hamburger Hill de John Irvin : sergent Frantz
- 1988 : The Blue Iguana de John Lafia : Vince Holloway
- 1989 : Famille Cleveland  (Twister) de Michael Almereyda : Chris
- 1989 : Potins de femmes (Steel Magnolias) de Herbert Ross : Jackson Latcherie
- 1990 : Hardware de Richard Stanley : Moses Baxter
- 1992 : Where Sleeping Dogs Lie de Charles Finch : Bruce Simmons
- 1992 : Jersey Girl de David Burton Morris : Sal
- 1993 : Dans la ligne de mire (In the Line of Fire) de Wolfgang Petersen : agent Al D'Andrea
- 1994 : Deux cow-boys à New York (The Cowboy Way) de Gregg Champion : John Stark
- 1994 : Miracle sur la 34e rue (Miracle on 34th Street) de Les Mayfield : Bryan Bedford
- 1995 : Destiny Turns on the Radio de Jack Baran : Julian Goddard
- 1995 : Week-end en famille (Home for the Holidays) de Jodie Foster : Leo Fish
- 1997 : L'Amour de ma vie ('Til There Was You) de Scott Winant : Nick
- 1999 : Un de trop (Three to Tango) de Damon Santostefano : Charles Newman
- 2001 : Texas Rangers (Texas Rangers) de Steve Miner : Leander McNelly
- 2003 : Party Monster de Fenton Bailey et Randy Barbato : Peter Gatien
- 2003 : Wonderland de James Cox : David Lind
- 2003 : Le Maître du jeu (Runaway Jury) de Gary Fleder de Gary Fleder : Jacob Woods
- 2005 : Edison de David J. Burke : Lazerov
- 2006 : The Tenants de Danny Green : Harry Lesser
- 2005 : The Mistress of Spices de Paul Mayeda Berges : Doug
- 2006 : Unbeatable Harold d'Ari Palitz : Jake Salamander
- 2007 : Les Messagers (The Messengers) de Danny Pang et Oxide Chun Pang : Roy Solomon
- 2007 : Have Dreams, Will Travel de Brad Isaacs : l'oncle
- 2009 : Mercy de Patrick Hoelck : Jake
- 2010 : Burning Palms de Christopher Landon : Dennis Marx
- 2012 : Nobody Walks de Ry Russo-Young : Leroy
- 2012 : Moi, député (The Campaign) de Jay Roach : Tim Wattley
- 2012 : Le Monde de Charlie (The Perks of Being a Wallflower) de Stephen Chbosky : le père de Charlie
- 2013 : La Chute de la Maison Blanche d'Antoine Fuqua : agent Forbes
- 2014 : Freezer de Mikael Salomon : Robert
- 2014 : Mauvaises Fréquentations (Behaving Badly) de Tim Garrick : Jimmy Leach
- 2014 : Autómata de Gabe Ibáñez : Sean Wallace
- 2014 : Mercy de Peter Cornwell : Jim Swann
- 2015 : Survivor de James McTeigue : Sam
- 2015 : UFO gakuen no himitsu de Isamu Imakake : Yoake Suguru (voix)
- 2016 : Blind de Michael Mailer : Mark Dutchman
- 2018 : Josie d'Eric England : Hank
- 2018 : Killer Inside (The Clovehitch Killer) de Duncan Skiles : Don Burnside
- 2021 : La Méthode Williams (King Richard) de Reinaldo Marcus Green : Will Hodges

### Télévision

#### Séries télévisées
- 1992 : Les Contes de la crypte : George Gatlin (saison 4, épisode 2)
- 1997 - 2004 : The Practice : Bobby Donnell et Associés de David Edward Kelley : Bobby Donnell (147 épisodes - également réalisateur de 1 épisode)
- 1998 : Ally McBeal : Bobby Donnell (saison 1, épisodes 20 et 23)
- 1998 : Sin City Spectacular (saison 1, épisode 5)
- 2003 : Will et Grace : Tom (saison 6, épisode  6)
- 2004 : État d'alerte (The Grid) : agent Max Canary (mini-série, 6 épisodes)
- 2006 : 3 lbs. : Dr. Douglas Hanson (pilote non retenu)
- 2007 - 2008 : Big Shots : Duncan Collinsworth (11 épisodes)
- 2009 - 2010 : Dark Blue : Unité infiltrée (The Line) : lieutenant Carter Shaw (20 épisodes)
- 2011 - 2012 : American Horror Story: Murder House : Dr. Ben Harmon (saison 1, 12 épisodes)
- 2012 - 2013 : American Horror Story: Asylum : Johnny Morgan/Thredson (saison 2, 5 épisodes)
- 2013 - 2014 : Hostages : Duncan Carlisle (15 épisodes)
- 2014 - 2015 : Stalker : l'inspecteur Jack Larsen (20 épisodes)
- 2018 : American Horror Story: Apocalypse : Dr Ben Harmon (saison 8, 1 épisode)
- 2018 : LA to Vegas : Commandant Dave Pratman (15 épisodes)
- 2019 : The Politician : Theo Sloan (saison 1, 3 épisodes)
- 2019 : American Horror Story: 1984 : Bruce (saison 9, 3 épisodes)
- 2019 : No Activity : Clint Bergman (7 épisodes)
- 2020 : Hollywood : Ernest « Ernie » West (mini-série, 7 épisodes)
- 2021 : American Horror Stories : Dr Ben Harmon (saison 1, épisode 7)
- 2021 - 2022 : New York, crime organisé (Law & Order: Organized Crime) : Richard Wheatley (principal saison 1 et 2)
- 2021 - 2022 : New York unité spéciale ,  saison 23 épisode 9
- 2022-2025 : Most Wanted Criminals : Agent spécial de supervision, Remy Scott (depuis la saison 3)

#### Téléfilms
- 1989 : The Neon Empire de Larry Peerce : Vic
- 1991 : Into the Badlands de Sam Pillsbury : McComas
- 1992 : The Fear Inside de Leon Ichaso : Pete Caswell
- 2006 : A House Divided de Michael Rymer : Anderson

## Distinctions
Sauf indication contraire ou complémentaire, les informations mentionnées dans cette section proviennent de la base de données IMDb.

### Récompenses
- Golden Globes 1999 : meilleur acteur dans une série télévisée dramatique pour The Practice : Bobby Donnell et Associés (1997-2004).
- 1999 : Online Film & Television Association Awards du meilleur acteur dans une série télévisée dramatique pour The Practice : Bobby Donnell et Associés (1997-2004).
- 16e cérémonie des Satellite Awards 2011 : Meilleure distribution dans une série télévisée dramatique pour American Horror Story: Murder House (2011) partagée avec Connie Britton, Taissa Farmiga, Evan Peters, Denis O'Hare, Jessica Lange et Frances Conroy.
- 2012 : San Diego Film Critics Society Awards de la meilleure distribution pour Le Monde de Charlie (2011).

### Nominations
- 1998 : Viewers for Quality Television Awards du meilleur acteur dans une série télévisée dramatique pour The Practice : Bobby Donnell et Associés (1997-2004).
- Primetime Emmy Awards 1999 : meilleur acteur dans une série télévisée dramatique pour The Practice : Bobby Donnell et Associés (1997-2004).
- Satellite Awards 1999 : meilleur acteur dans une série télévisée dramatique pour The Practice : Bobby Donnell et Associés (1997-2004).
- Screen Actors Guild Awards 1999 : meilleure distribution pour une série télévisée dramatique pour The Practice : Bobby Donnell et Associés (1997-2004).
- 1999 : Television Critics Association Awards du meilleur acteur dans une série télévisée dramatique pour The Practice : Bobby Donnell et Associés (1997-2004).
- 1999 : Viewers for Quality Television Awards du meilleur acteur dans une série télévisée dramatique pour The Practice : Bobby Donnell et Associés (1997-2004).
- Golden Globes 2000 : meilleur acteur dans une série télévisée dramatique pour The Practice : Bobby Donnell et Associés (1997-2004).
- 2000 : Online Film & Television Association Awards du meilleur acteur dans une série télévisée dramatique pour The Practice : Bobby Donnell et Associés (1997-2004).
- Satellite Awards 2000 : meilleur acteur dans une série télévisée dramatique pour The Practice : Bobby Donnell et Associés (1997-2004).
- Screen Actors Guild Awards 2000 : meilleure distribution pour une série télévisée dramatique pour The Practice : Bobby Donnell et Associés (1997-2004).
- 2000 : Viewers for Quality Television Awards du meilleur acteur dans une série télévisée dramatique pour The Practice : Bobby Donnell et Associés (1997-2004).
- Golden Globes 2001 : meilleur acteur dans une série télévisée dramatique pour The Practice : Bobby Donnell et Associés (1997-2004).
- Screen Actors Guild Awards 2001 : meilleure distribution pour une série télévisée dramatique pour The Practice : Bobby Donnell et Associés (1997-2004).
- 2004 : Prism Award de meilleur acteur dans un drame pour Wonderland (2003).
- 2012 : Gold Derby Awards du meilleur acteur dans un téléfilm ou une mini-série pour American Horror Story: Murder House (2011-2012).
- Saturn Awards 2012 : meilleur acteur de télévision pour American Horror Story: Murder House (2011-2012).
- People's Choice Awards 2015 : acteur préféré dans une nouvelle série télévisée pour Hostages (2014).
- 2016 : Behind the Voice Actor Awards de la meilleure performance vocale par une distribution dans un film d'animation pour UFO gakuen no himitsu (2015).
- 2019 : Gold Derby Awards du meilleur acteur invité dans une série télévisée dramatique pour American Horror Story: Apocalypse (2018).
- 72e cérémonie des Primetime Emmy Awards 2020 : meilleur acteur dans un second rôle dans une mini-série ou un téléfilm pour Hollywood (2020).

## Voix françaises
En version française, Xavier Fagnon est la voix régulière de Dylan McDermott. Stéphane Ronchewski l'a également doublé à cinq reprises.
Au Québec, Thiéry Dubé est la voix québécoise régulière de l'acteur.
En France
| - Xavier Fagnon dans : - État d'alerte (série télévisée) - Big Shots (série télévisée) - American Horror Story (série télévisée) - Moi, député - La Chute de la Maison Blanche - Hostages (série télévisée) - Mercy - Stalker (série télévisée) - Autómata - LA to Vegas (série télévisée) - The Politician (série télévisée) - Hollywood (mini-série) - American Horror Stories (série télévisée) - New York, crime organisé (série télévisée) - FBI: Most Wanted (série télévisée) - Stéphane Ronchewski dans : - The Practice : Bobby Donnell et Associés (série télévisée) - Ally McBeal (série télévisée) - Un de trop - Will et Grace (série télévisée) - Texas Rangers : La Revanche des justiciers | - Bruno Dubernat (*1962 - 2022) dans : - Wonderland - Edison - Les Messagers - Nicolas Marié dans : - Les Contes de la crypte (série télévisée) - Miracle sur la 34e rue - Joël Zaffarano dans : - Dark Blue : Unité infiltrée (série télévisée) - La Méthode Williams - Franck Dacquin dans : - Le Monde de Charlie - Blind Et aussi - Daniel Russo dans Hamburger Hill - Vincent Violette dans Dans la ligne de mire - Gabriel Le Doze dans Week-end en famille - Bruno Choël dans Le Maître du jeu - Philippe Vincent dans Les Locataires - Laors Skavenneg dans Mauvaises Fréquentations |

Au Québec
| - Thiéry Dubé dans : - Les Justiciers du Texas - Edison - Les Messagers - La Campagne - Assaut sur la Maison-Blanche | Et aussi - Alain Zouvi dans Sur la ligne de feu - Daniel Picard dans Le Maître du jeu |